# Sân bay quốc tế Hà Đông Ngân Xuyên

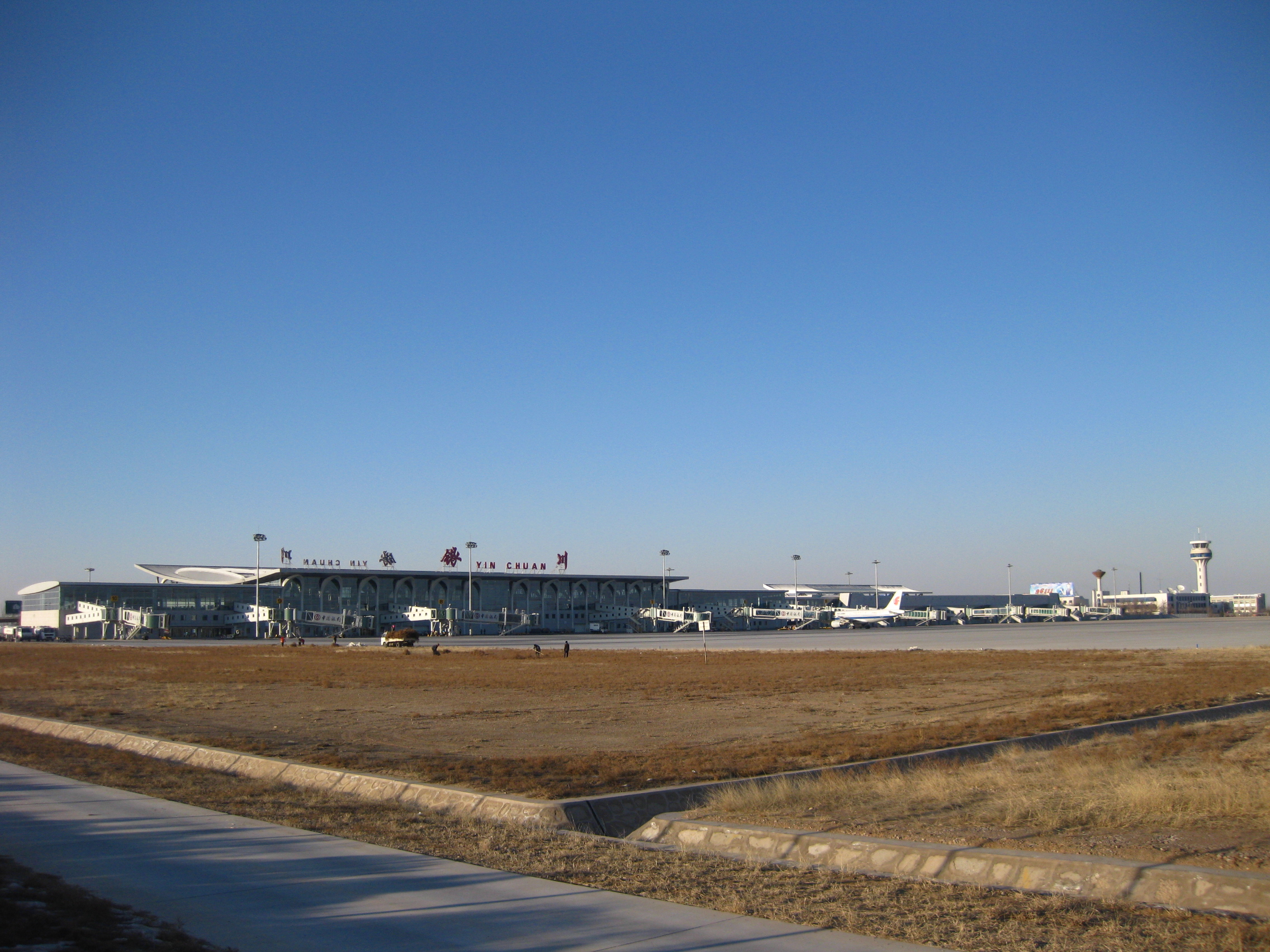
Sân bay Hà Đông Ngân Xuyên

Sân bay Hà Đông Ngân Xuyên (tiếng Trung: 银川河东机场; bính âm: Yinchuan Hédong Jīchǎng) (mã IATA: INC, mã ICAO: ZLIC) là một sân bay ở Ngân Xuyên, Ninh Hạ, Cộng hòa Nhân dân Trung Hoa. Nó nằm 25 km (16 dặm) về phía đông nam trung tâm thành phố Ngân Xuyên, tại thị trấn Lăng Hà của thành phố cấp huyện Linh Vũ.
Đây là một sân bay tương đối nhỏ so với nhiều sân bay ở Trung Quốc. Tuy nhiên, nó là cửa ngõ hàng không chính của khu vực tự trị. Sân bay có kết nối hàng không với hơn 20 thành phố bằng một trong hai chuyến bay trực tiếp, hoặc trung chuyển tại Tây An và Bắc Kinh. Việc xây dựng thiết bị đầu cuối bao gồm tổng diện tích là 15.000 mét vuông (3,7 ha).
Sân bay này hiện đang phục vụ khoảng 819.000 hành khách một năm, mặc dù con số này được tăng lên trong tương lai gần, kể từ khi mở rộng mới đang được xem xét.

## Hãng hàng không và tuyến bay
| Hãng hàng không         | Các điểm đến                                                                    |
| ----------------------- | ------------------------------------------------------------------------------- |
| Air China               | Bắc Kinh-Thủ Đô, Thành Đô, Thượng Hải-Phố Đông, Tây An                          |
| China Eastern Airlines  | Bắc Kinh-Thủ Đô, Dubai, Côn Minh, Nam Kinh, Thượng Hải-Phố Đông, Ürümqi, Tây An |
| China Express Airlines  | Trùng Khánh                                                                     |
| China Southern Airlines | Bắc Kinh-Thủ Đô, Đại Liên, Quảng Châu, Nam Kinh, Ürümqi, Tây An                 |
| Grand China Express     | Thái Nguyên                                                                     |
| Hainan Airlines         | Bắc Kinh-Thủ Đô, Tây An                                                         |
| Shandong Airlines       | Tế Nam, Thanh Đảo, Thái Nguyên, Ürümqi, Tây An                                  |
| Shanghai Airlines       | Tây An, Trịnh Châu                                                              |
| Shenzhen Airlines       | Tây An                                                                          |
| Sichuan Airlines        | Thành Đô, Trùng Khánh                                                           |
| Spring Airlines         | Thượng Hải-Hồng Kiều, Ürümqi                                                    |
| Xiamen Airlines         | Tây An                                                                          |